# آري دي وينتر
آري دي وينتر (بالهولندية: Arie de Winter)‏ (مواليد 27 أكتوبر 1913) هو لاعب كرة قدم. يلعب مع منتخب هولندا لكرة القدم. سبق له أن لعب في كأس العالم لكرة القدم مع منتخب بلاده.

## الروابط الخارجية
- آري دي وينتر على موقع الاتحاد الدولي (مؤرشف)  (الإنجليزية)
- آري دي وينتر على موقع عالم كرة القدم.نت (الإنجليزية)